# Jaderná elektrárna Baráka
Jaderná elektrárna Baráka (arabsky أبو ظبي‎) je první jaderná elektrárna tzv. arabského světa. Nachází se v regionu Al Dharfa u Perského zálivu v Abu Dhabí, ve Spojených arabských emirátech. Elektrárna byla ve výstavbě od roku 2012; provozuje čtyři reaktory o hrubém výkonu 5668 MW.

## Historie a technické informace
Výstavba elektrárny začala v roce 2012, kdy se začal stavět první blok, druhý blok byl ve výstavbě od roku 2013, třetí od 2014 a čtvrtý od roku 2015. Na výstavbě elektrárny se významně podílela Jižní Korea v zastoupení společnosti KEPCO.
První blok zahájil komerční provoz v dubnu 2021, druhý blok zahájil provoz koncem srpna 2021. Třetí blok byl uveden do provozu v únoru 2023. Dne 1. března 2024 byla zahájena štěpná reakce ve čtvrtém bloku. Dne 5. září 2024 byl čtvrtý blok převeden do komerčního provozu.
Elektrárna disponuje čtyřmi jadernými reaktory APR1400, každý hrubém výkonu 1400 MW.
V srpnu 2023 bylo zahájeno jednání o výstavbě dalších dvou bloků analogického typu. Rozšíření elektrárny bylo zamýšleno už při její výstavbě, takže kanály pro teplou vodu a připravené staveniště již existuje.

## Informace o reaktorech
| Reaktor  | Typ reaktoru | Výkon   | Výkon   | Zahájení výstavby | Připojení k síti | Uvedení do provozu | Uzavření |
| Reaktor  | Typ reaktoru | Čistý   | Hrubý   | Zahájení výstavby | Připojení k síti | Uvedení do provozu | Uzavření |
| -------- | ------------ | ------- | ------- | ----------------- | ---------------- | ------------------ | -------- |
| Baráka-1 | APR1400      | 1337 MW | 1417 MW | 19. 7. 2012       | 19. 8. 2020      | 1. 4. 2021         |          |
| Baráka-2 | APR1400      | 1337 MW | 1417 MW | 15. 4. 2013       | 14. 9. 2021      | 24. 3. 2022        |          |
| Baráka-3 | APR1400      | 1337 MW | 1417 MW | 24. 9. 2014       | 8. 10. 2022      | 24. 2. 2023        |          |
| Baráka-4 | APR1400      | 1337 MW | 1417 MW | 30. 7. 2015       | 23. 3. 2024      | 5. 9. 2024         |          |
| Baráka-5 | APR1400      | 1337 MW | 1417 MW |                   |                  |                    |          |
| Baráka-6 | APR1400      | 1337 MW | 1417 MW |                   |                  |                    |          |